# MAN-TGL
MAN-TGL은 독일의 MAN SE에서 만드는 3.5톤 준준형화물차, 5톤 중형화물차를 가르키는 단어이다.

## 특징
독일의 MAN SE사에서 만드는 화물차로 3.5톤 준중형화물차, 5톤 중형화물차를 얘기한다. 2005년부터 출시가 되었으며 주로 카고트럭, 탑차와 특장차로 가장 많이 팔리는 차종이다. 대한민국에서는 2016년부터 출시가 되었으며 대한민국에선 윙바디와 탱크로리까지 같이 만들어서 팔고 있고 현대 메가트럭, 현대 파비스, 타타대우 노부스, 타타대우 프리마와 서로 경쟁하는 관계이다. MAN TGM과는 서로 형제 차종이 된다.

## 경쟁 차종
- 이베코 유로카고
- 볼보 FL
- 현대 메가트럭
- 현대 파비스
- 타타대우 노부스
- 타타대우 프리마

## 같이 보기
- MAN SE
- 화물차
- 상용차